# Regimiento de Infantería 17 (Argentina)
El Regimiento de Infantería Aerotransportado 17 (RI Aerot 17) fue una unidad táctica de infantería del Ejército Argentino con asiento de paz en Catamarca y con dependencia orgánica de la IV Brigada Aerotransportada.

## Historia
El regimiento fue creado el 31 de enero de 1907.
En 1969 se convirtió en Regimiento de Infantería Aerotransportado 17, dependiendo de la IV Brigada de Infantería Aerotransportada. En 1985 se transformó en Regimiento de Infantería Motorizado 17, pasando a la órbita de la V Brigada Motorizada.
En agosto de 1974 ocurrió la masacre de Capilla del Rosario. La Compañía de Monte «Ramón Rosa Jiménez» del Ejército Revolucionario del Pueblo atacó infructuosamente al Regimiento 17. Su objetivo fue robar armamento. Los guerrilleros se rindieron. El Ejército Argentino fusiló a 17 guerrilleros.
El 21 de mayo de 1976 y por Orden Parcial N.º 405/76 del Comando General del Ejército, se adecuaron las jurisdicciones para intensificar la lucha contra la guerrilla. El RI Aerot 17 se encargó del Área 313 con jurisdicción en la provincia de Catamarca.
En 1982 dos suboficiales y 10 soldados del Regimiento 17 participaron en la guerra de las Malvinas.
El Regimiento 17 fue disuelto en 1997.

## Organización
- Jefe
- Plana Mayor
- Compañía Aerotransportada Comando
- Compañía de Infantería Aerotransportada «A»
- Compañía de Infantería Aerotransportada «B»
- Compañía de Infantería Aerotransportada «C»
- Compañía Servicios
- Sección AOR
- Sección Destinos